# Altmark
Altmark (dawniej Stara Marchia) – najstarsza część Marchii Brandenburskiej (pierwotne terytorium Marchii Północnej), położona na lewym, zachodnim brzegu Łaby, poniżej Hamburga na północy i powyżej Magdeburga na południu; północna część Saksonii-Anhalt.
Główne miasta: Salzwedel, Stendal i Tangermünde (dawniej należące do Hanzy).
Główne rzeki: Łaba, Hawela.

## Historia

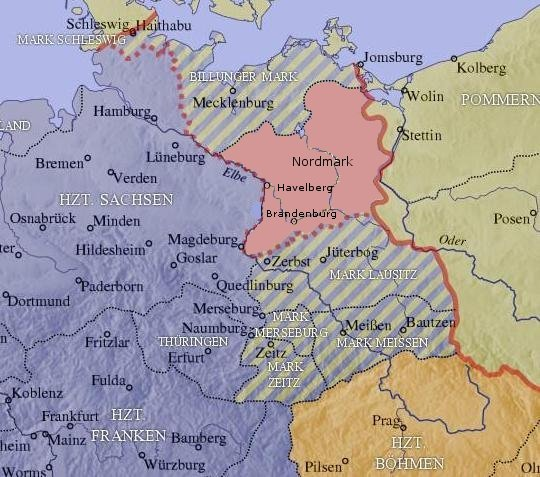
Marchia Wschodnia (Marchia Saska) ok. 965 roku i jej podział na 6 części

Przed wędrówką ludów obszar ten był zasiedlony przez Longobardów, a po ich wywędrowaniu północno-zachodnia część została zasiedlona przez Sasów i Słowian na pozostałym terenie. Po pokonaniu Sasów przez Karola Wielkiego, obszary przez nich zasiedlone zostały włączone do Państwa Franków i przekształcone w Margrabstwo Saksonii, jako obszar obronny Księstwa Saksońskiego przed Słowianami. Po podziale w 843 roku Państwa Franków, obszar Margrabstwa Saksońskiego należał do saskiego biskupstwa Verden i Halberstadt w Państwie Wschodniofrankońskim.
W roku 937 na ziemiach Starej Marchii powstała Marchia Wschodnia, utworzona przez cesarza Ottona I. Po śmierci margrabiego Gero w roku 965 obszar Marchii Wschodniej został podzielony na 6 części. W ten sposób na ziemiach dzisiejszej Starej Marchii powstała Marchia Północna. W 1134 roku cesarz Lotar III nadał obszary Marchii Północnej Albrechtowi Niedźwiedziowi w lenno. W wyniku podboju ziem słowiańskich, w roku 1157 powstała Marchia Brandenburska. Nowo podbite obszary nazwano Marchią Środkową, w odróżnieniu od ziem Starej Marchii. Po wymarciu dynastii askańskiej w roku 1324, Marchia Brandenburska oraz Stara Marchia (jako jej część składowa), dostała się pod panowanie Wittelsbachów, którzy od roku 1356 byli elektorami. W 1373 przeszła w ręce Luksemburgów, zostając tym samym częścią władztwa Królestwa Czech (do 1415). Za czasów Karola IV, miasto Tangermünde w Starej Marchii było stolicą i głównym miastem Marchii Brandenburskiej jako kraju Korony Czeskiej oraz drugą po Pradze siedziba króla. Stara Marchia do dziś stanowi najbardziej na północny zachód wysunięty obszar jaki kiedykolwiek w historii znalazł się pod czeskim panowaniem. W roku 1415 władzę w Brandenburgii otrzymali Hohenzollernowie, którzy przyjęli tytuł „Margrabia – Elektor Brandenburgii i Starej Marchii”. Od roku 1701 Stara Marchia była częścią prowincji Marchia Brandenburska w Królestwie Prus. Po pokonaniu Prus w roku 1806 przez Napoleona, Stara Marchia została przyłączona do Królestwa Westfalii. Po kongresie wiedeńskim w 1815 roku, ziemie Starej Marchii zostały włączone do pruskiej prowincji Saksonia i podzielone na powiaty: Salzwedel, Gardelegen, Osterburg i Stendal. Od 1871 w granicach Niemiec. Po II wojnie światowej Stara Marchia należała do kraju związkowego Saksonia-Anhalt, a w latach 1952–1990 do Okręgu Magdeburskiego w Niemieckiej Republice Demokratycznej. Po zjednoczeniu Niemiec znów należy do kraju związkowego Saksonia-Anhalt.

## Miasta

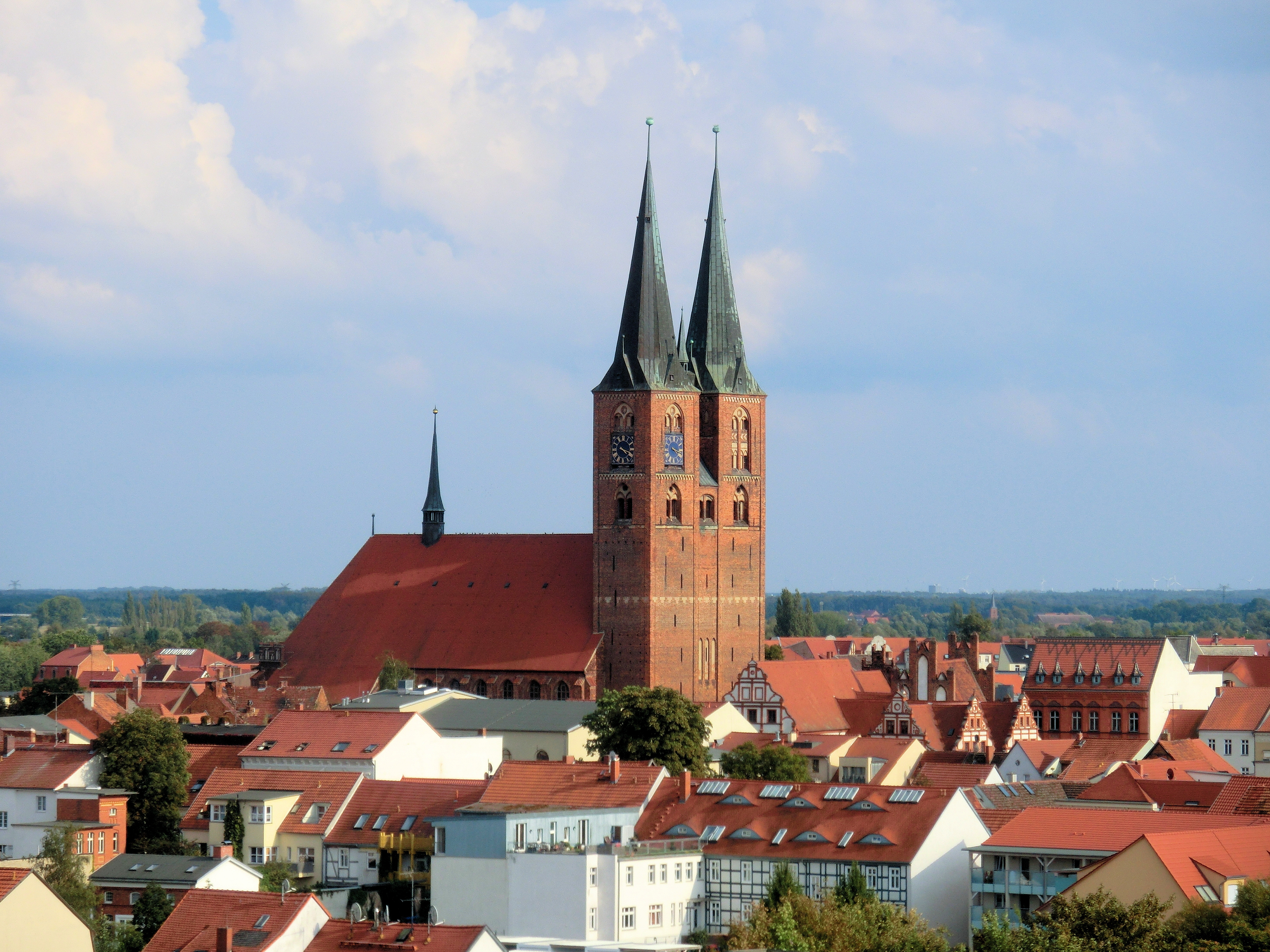
Stendal

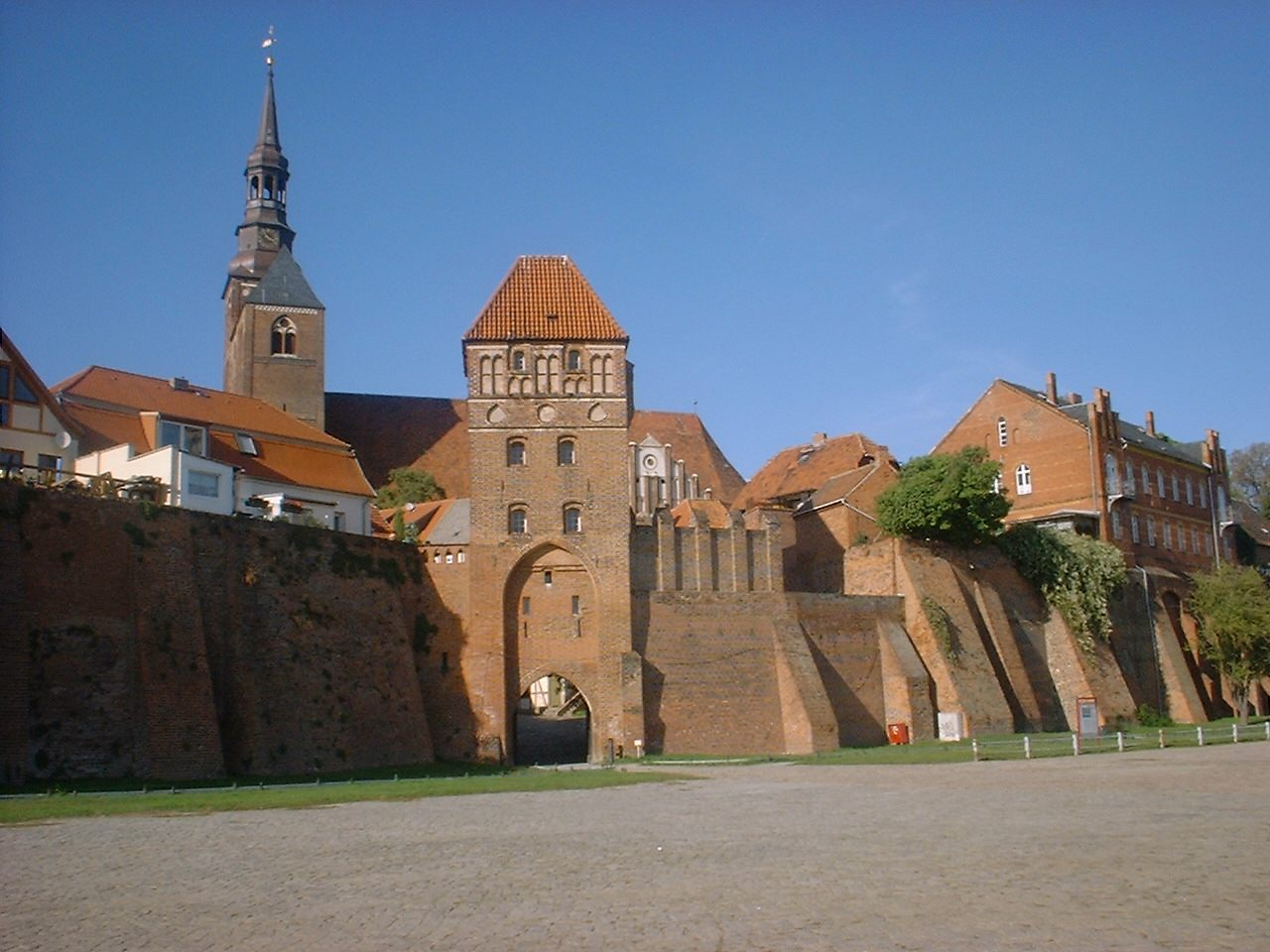
Tangermünde

Największe miasta Starej Marchii współcześnie:
|     | miasto              | populacja (2014) |
| --- | ------------------- | ---------------- |
| 1.  | Stendal             | 40 079           |
| 2.  | Salzwedel           | 24 084           |
| 3.  | Gardelegen          | 23 144           |
| 4.  | Tangerhütte         | 11 086           |
| 5.  | Tangermünde         | 10 426           |
| 6.  | Klötze              | 10 292           |
| 7.  | Osterburg (Altmark) | 10 168           |
| 8.  | Bismark (Altmark)   | 8501             |
| 9.  | Kalbe (Milde)       | 7799             |
| 10. | Arendsee (Altmark)  | 7023             |